# گروه کهکشان

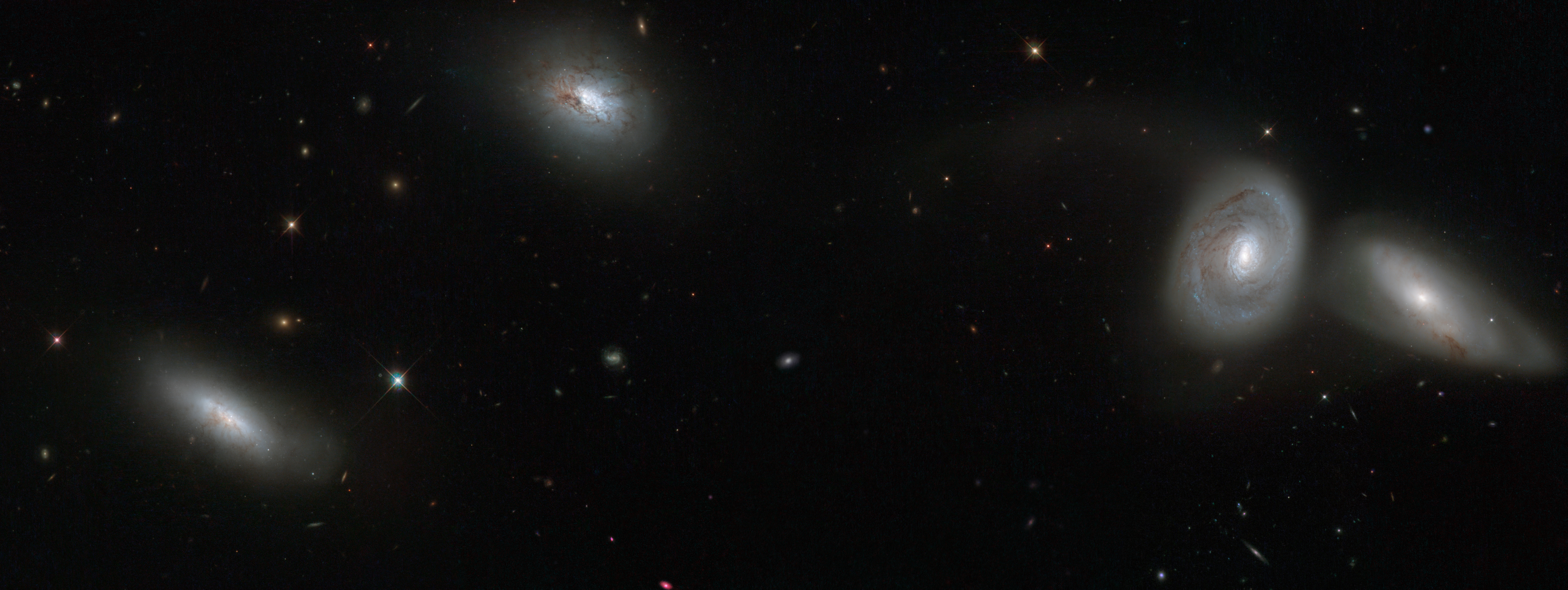
چهار عضو از هفت عضو گروه کهکشانی اچ‌جی‌سی ۱۶.

گروه کهکشان، گروه کهکشانی یا گروه کهکشان‌ها (انگلیسی: Galaxy group) یا (GrG) به مجموعه‌ای از کهکشان‌ها گفته می‌شود که شامل حدود ۵۰ عضو یا کمتر از دیدگاه پیوند گرانشی است که هر کدام دست کم به‌اندازهٔ کهکشان راه شیری درخشنده است؛ (حدود ۱۰۱۰ برابر درخشندگی خورشید). مجموعه‌ای از کهکشان‌های بزرگ‌تر از گروه‌هایی که خوشه‌بندی مرتبه اول هستند، خوشه‌های کهکشانی نامیده می‌شوند. گروه‌ها و خوشه‌های کهکشانی را می‌توان به ابرخوشه‌های کهکشانی خوشه‌بندی کرد.
کهکشان راه شیری بخشی از گروهی از کهکشان‌ها به نام گروه محلی است.

## ویژگی‌ها
گروه‌های کهکشان کوچک‌ترین مجموعه‌های کهکشان‌ها هستند. آنها معمولاً حاوی نه بیش از ۵۰ کهکشان در قطر ۱ تا ۲ مگاپارسک (Mpc) هستند. جرم آنها تقریباً ۱۰۱۳ جرم خورشیدی است. سرعت معمولاً رایج برای هر کهکشان در حدود ۱۵۰ کیلومتر بر ثانیه است. با این حال، این تعریف فقط باید به عنوان یک راهنما مورد استفاده قرار گیرد، زیرا سیستم‌های کهکشانی بزرگتر و پرجرم‌تر گاهی اوقات به عنوان گروه‌های کهکشانی طبقه‌بندی می‌شوند.
گروه‌ها رایج‌ترین ساختار کهکشان‌ها در جهان هستند که دست کم ۵۰ درصد کهکشان‌های محلی جهان را تشکیل می‌دهند. گروه‌ها دارای محدودهٔ جرمی بین کهکشان‌های بیضوی بسیار بزرگ و خوشه‌های کهکشانی هستند.
در جهان کهکشان‌های محلی، حدود نیمی از گروه‌ها انتشار پرتو ایکس را از رسانه میان‌خوشه کهکشانی درون خوشهٔ خود انتشار می‌دهند. به نظر می‌رسد کهکشان‌هایی که پرتوهای ایکس ساطع می‌کنند، دارای کهکشان‌های اولیه هستند. انتشار پرتو ایکس از مناطقی در داخل ۱۰ تا ۵۰ درصد شعاع ویروسی گروه‌ها، معمولاً ۵۰ تا ۵۰۰ kpc می‌آید.